# 이나에촌
이나에촌(稲枝村)은 일본 시가현 에치군에 설치되었던 촌이다. 현재의 히코네시의 남부에 해당한다.